# Plumbaginales
Plumbaginales is een botanische naam, voor een orde van bloeiende planten: de naam is gevormd uit de familienaam Plumbaginaceae. Een orde onder deze naam wordt zo af en toe erkend door systemen voor plantentaxonomie, maar niet door het APG-systeem (1998) en het APG II-systeem (2003).
In het Cronquist-systeem (1981), waar de orde geplaatst wordt in een onderklasse Caryophyllidae, heeft de orde de volgende samenstelling:
- orde Plumbaginales
  - familie Plumbaginaceae

Dit was ook de samenstelling in het Wettstein-systeem (1935), al werd de orde daar geplaatst in de onderklasse Sympetalae.